# Atimura minima
Atimura minima är en skalbaggsart som beskrevs av Stefan von Breuning 1939. Atimura minima ingår i släktet Atimura och familjen långhorningar. Inga underarter finns listade.